# Лижне двоборство на зимових Олімпійських іграх 2022 — кваліфікація
У змаганнях з лижного двоборства на зимових Олімпійських іграх 2022 року зможуть взяти участь 55 спортсменів, які змагатимуться в трьох дисциплінах. Кожну країну можуть представляти не більш як 5 спортсменів. Лижне двоборство залишається єдиним видом спорту в програмі зимових Олімпійських ігор, у якому беруть участь лише чоловіки.

## Правила кваліфікації
Кваліфікаційний період
У залік спортсменів йдуть результати, показані на будь-яких змаганнях, що проходять під егідою FIS. Розподіл квот відбувається на підставі рейтингу FIS станом на 16 січня 2020 року. Згідно з ним 50 найсильніших спортсменів отримають для своєї країни олімпійські ліцензії, при цьому кількість квот для одного НОК обмежена 5.
Командна квота
Якщо після розподілу 50 путівок менш як 10 збірних отримають 4 ліцензії, які дають право виставити команду в естафету, то решту 5 ліцензій буде розподілено між країнами, що мають 3 квоти. Коли у 10 збірних буде по 4 олімпійських квоти, то ліцензії, що залишилися, будуть розподілені серед спортсменів з рейтингу FIS.

## Країни, що кваліфікувалися
| Країна                       | Інд. | Ком. | Загалом |
| ---------------------------- | ---- | ---- | ------- |
| Австрія                      | 5    | ×    | 5       |
| Естонія                      | 1    |      | 1       |
| Італія                       | 4    | ×    | 4       |
| Казахстан                    | 1    |      | 1       |
| Китай                        | 1    |      | 1       |
| Латвія                       | 1    |      | 1       |
| Німеччина                    | 5    | ×    | 5       |
| Норвегія                     | 5    | ×    | 5       |
| Південна Корея               | 1    |      | 1       |
| Польща                       | 2    |      | 2       |
| Спортсмени-олімпійці з Росії | 3    |      | 3       |
| Словенія                     | 1    |      | 1       |
| США                          | 5    | ×    | 5       |
| Україна                      | 1    |      | 1       |
| Фінляндія                    | 5    | ×    | 5       |
| Франція                      | 4    | ×    | 4       |
| Чехія                        | 4    | ×    | 4       |
| Швейцарія                    | 1    |      | 1       |
| Японія                       | 5    | ×    | 5       |
| ЗАГАЛОМ: 19 НОК              |      | 9    | 55      |